# Shahid Madani (métro de Téhéran)
Shahid Madani est une station du métro de Téhéran en Iran. Elle dessert la ligne 2 du réseau.
Elle est située entre les stations Sarsabz et Imam Hossein. Son nom provient de l'avenue de l'ayatollah Madani (en) (1914-1981).